# 1352 Wawel
1352 Wawel eller 1935 CE är en asteroid i huvudbältet, som upptäcktes den 3 februari 1935 av den belgiske astronomen Sylvain Arend i Uccle. Den har fått sitt namn efter Wawel slottet i Kraków.
Asteroiden har en diameter på ungefär 19 kilometer.